# Andrew Wells
Andrew Wells est un personnage des séries télévisées Buffy contre les vampires et Angel interprété par Tom Lenk. Il apparaît pour la première fois dans la saison 6 de Buffy contre les vampires en tant que membre du Trio. Il intègre ensuite difficilement le Scooby-gang lors de la saison suivante.

## Biographie fictive

### Présentation
Andrew est le frère de Tucker Wells, un adolescent qui a causé des soucis à Buffy à la fin de la saison 3, ayant invoqué des chiens de l'enfer pour attaquer la promo du lycée, le jour du bal de fin d'année. Ayant visiblement un goût familial pour les invocations douteuses, Andrew aurait aussi invoqué des singes ailés le jour d'une représentation théâtrale de Roméo et Juliette, entrainant une panique générale. Néanmoins, ni Buffy ni ses amis n'y ont assisté, les phénomènes surnaturels étant nombreux à Sunnydale. Cette anecdote devient un gag récurrent car personne ne se souvient de lui ou même de son prénom et il est souvent désigné comme « le frère de Tucker » ou « l'autre gars ».

### DansBuffy contre les vampires
Dans la saison 6 de Buffy contre les vampires, Andrew est désormais un méchant au sein du Trio qu'il forme avec Warren Mears et Jonathan Levinson. Aussi appelés « les nerds », ils ne jurent que par les films à saga et les bandes dessinées. C'est en jouant à un jeu de société qu'ils décident de prendre le contrôle de Sunnydale (la Tête sous l'eau). Andrew, dont la spécialité est l'invocation de démons, se range très vite du côté de Warren face à Jonathan en qui il n'a pas confiance. Faire du mal à Buffy ou quiconque ne semble alors pas lui poser de problème. Il a une sorte d'admiration pour Warren, et le suit dans tous ses plans. Parmi ces plans, un braquage de fourgon blindé, au cours duquel Buffy intervient et les en empêche. Alors qu'il tentait de s'échapper avec Warren, en laissant Jonathan derrière eux, il se cogne tout seul et est envoyé en prison avec Jonathan (Rouge passion). Une fois en prison, il prend conscience de la gravité de ce qu'il a fait. Mais Willow, ivre de vengeance à la suite du meurtre de Tara par Warren, cherche à poursuivre sa vengeance sur les deux autres membres du Trio. Dès lors, ils sont protégés par Buffy et Alex, qui veulent empêcher Willow de commettre un autre meurtre. Andrew n'a toutefois pas confiance en eux, et souhaite s'enfuir avec Jonathan. Lorsque leur sort semble compromis, ils décident de s'enfuir tous les deux au Mexique, laissant au Scooby-gang la charge de s'occuper de Willow.
Lors de la saison 7 de Buffy contre les vampires, dans l'épisode Connivences, Jonathan et lui repartent pour Sunnydale. Il tue Jonathan, sous l'influence de la Force qui a pris l'apparence de Warren, afin d'ouvrir le sceau de Danzalthar. Jonathan étant anémique, ce sacrifice ne suffit pas à ouvrir le sceau et Andrew doit tuer un cochon. Il ne réussit pas et préfère un moyen plus simple : aller à la boucherie, où il est découvert par Willow qui l'amène à la maison Summers afin de l'interroger (le Sceau de Danzalthar). Dès lors, Andrew est considéré comme une sorte de prisonnier inoffensif par tout le groupe alors que lui-même tente de s'intégrer, situation utilisée comme un ressort comique par les scénaristes. C'est à la fin de l'épisode Sous influence que Buffy lui fait prendre conscience de la gravité de ses actions passées et son statut passe ainsi d'otage à celui d'allié. Il combat alors aux côtés du Scooby-gang et participe à la bataille finale dans le lycée de Sunnydale lors du dernier épisode de la série.

### DansAngel
Andrew apparaît dans deux épisodes de la saison 5 d'Angel. Lors du premier, Folle, devenu observateur, il vient à Los Angeles pour empêcher qu'Angel mette la main sur une tueuse psychotique. Il apprend à Angel Investigations que Buffy et le Conseil ne les considèrent plus comme faisant partie du camp du bien depuis qu'ils ont accepté de travailler pour Wolfram & Hart. Il fait ensuite une brève apparition dans le 20e épisode. Il vit alors à Rome, chez Buffy et Dawn et fait prendre conscience à Angel et Spike qu'ils doivent arrêter de rivaliser pour Buffy et passer à autre chose.

### Dans les comics
La série télévisée Buffy contre les vampires continue par la suite en comics, des bandes dessinées représentant la saison 8 de la série. On y retrouve Andrew à partir de la troisième partie du premier arc narratif de cette saison, intitulé Un long retour au bercail. Andrew se trouve désormais en Italie méridionale et est devenu observateur. Andrew apparaît régulièrement tout au long de la saison 8, prêtant son assistance aux Tueuses. Il est gravement blessé par un démon dans le dernier arc narratif mais survit à ses blessures.
Dans Buffy contre les vampires, Saison neuf, Andrew forme une équipe pour aider les anciennes Tueuses ayant perdu leurs pouvoirs. Ayant mal interprété une phrase de Spike lui demandant de veiller sur Buffy, il place l'esprit de Buffy dans un corps de robot et envoie son vrai corps, avec un esprit robotique, vivre une vie de rêve dans une banlieue résidentielle. Plus tard, Andrew, ayant réalisé son erreur, réintègre l'esprit de Buffy dans son corps mais la Tueuse continue à lui en vouloir. Il reste ensuite aux côtés de Dawn lorsque celle-ci est malade.
Dans Buffy contre les vampires, Saison dix, il essaie de ressusciter Tara mais en est empêché par Willow, qui lui fait prendre conscience qu'il doit arrêter d'essayer d'aider les autres sans leur consentement. Néanmoins, Andrew a prélevé auparavant un enregistrement numérique de la personnalité de Jonathan. Un démon nommé le Sculpteur offre de donner un nouveau corps à Jonathan si Andrew vole la Faux des Tueuses. Andrew feint d'accepter et attire le Sculpteur dans un piège, permettant à Buffy de le tuer. Furieux, Jonathan accuse Andrew de l'avoir trahi à nouveau et revient plus tard le tourmenter. 

## Sexualité
À plusieurs moments, il est fait allusion qu'Andrew serait homosexuel, sans vraiment qu'il l'avoue aux autres ni à lui-même.
- Dans Tous contre Buffy, alors qu'il est réticent à prendre la main de Warren, ce dernier lui affirme que cette homophobie cache sûrement quelque chose.
- Dans Entropie, lorsque le Trio regarde Spike et Anya coucher ensemble grâce à leur système de vidéo surveillance, Andrew annonce « Ce mec assure comme une bête ». Lorsqu'il prend conscience de ce qu'il a dit, il ajoute « La fille est pas mal non plus », l'air d'avoir fait une erreur.
- Dans À la dérive, Warren lui demande d'appeler son « petit copain ».
- Dans Sous influence, Andrew préfère filmer la fenêtre réparée par Alex plutôt que Willow et Kennedy qui s'embrassent. Par la suite, il filme la réconciliation entre Alex et Anya puis se repasse ce film en récitant les passages d'Anya, comme s'il souhaitait être à sa place.
- À plusieurs reprises, il fait référence à des acteurs américains sur lesquels il semble fantasmer : Scott Bakula dans l'épisode Rendez-vous dangereux, Patrick Swayze dans l'épisode Le Sceau de Danzalthar, et Viggo Mortensen.

Pour Roz Kaveney, il est clair qu'Andrew a une attirance sexuelle pour Warren mais qu'il refuse d'assumer ses préférences sexuelles en raison de son immaturité. Andrew finit par prendre conscience de son homosexualité dans les comics Buffy contre les vampires, Saison dix.
En 2008, il est classé par le site web AfterElton.com à la 10e place du classement des meilleurs personnages gays fictifs dans des films, séries télévisées ou comics de science-fiction. La même année, interviewé par le magazine The Advocate, Joss Whedon révèle qu'il a eu l'idée de faire du personnage d'Andrew un homosexuel qui n'en a pas conscience après avoir décidé d'engager Tom Lenk pour le rôle. Lenk, qui a officiellement fait son coming out en 2008, était en effet l'acteur le plus drôle du casting et Whedon trouvait qu'un côté gay ressortait de sa personnalité.